# Pleșcuța
Pleșcuța é uma comuna romena localizada no distrito de Arad, na região histórica da Transilvânia. A comuna possui uma área de 70.00 km² e sua população era de 1314 habitantes segundo o censo de 2007.